# 18e étape du Tour de France 2012
Pour un article plus général, voir Tour de France 2012.
La 18e étape du Tour de France 2012 se déroule le vendredi 20 juillet 2012. Elle part de Blagnac et arrive à Brive-la-Gaillarde.

## Déroulement de la course

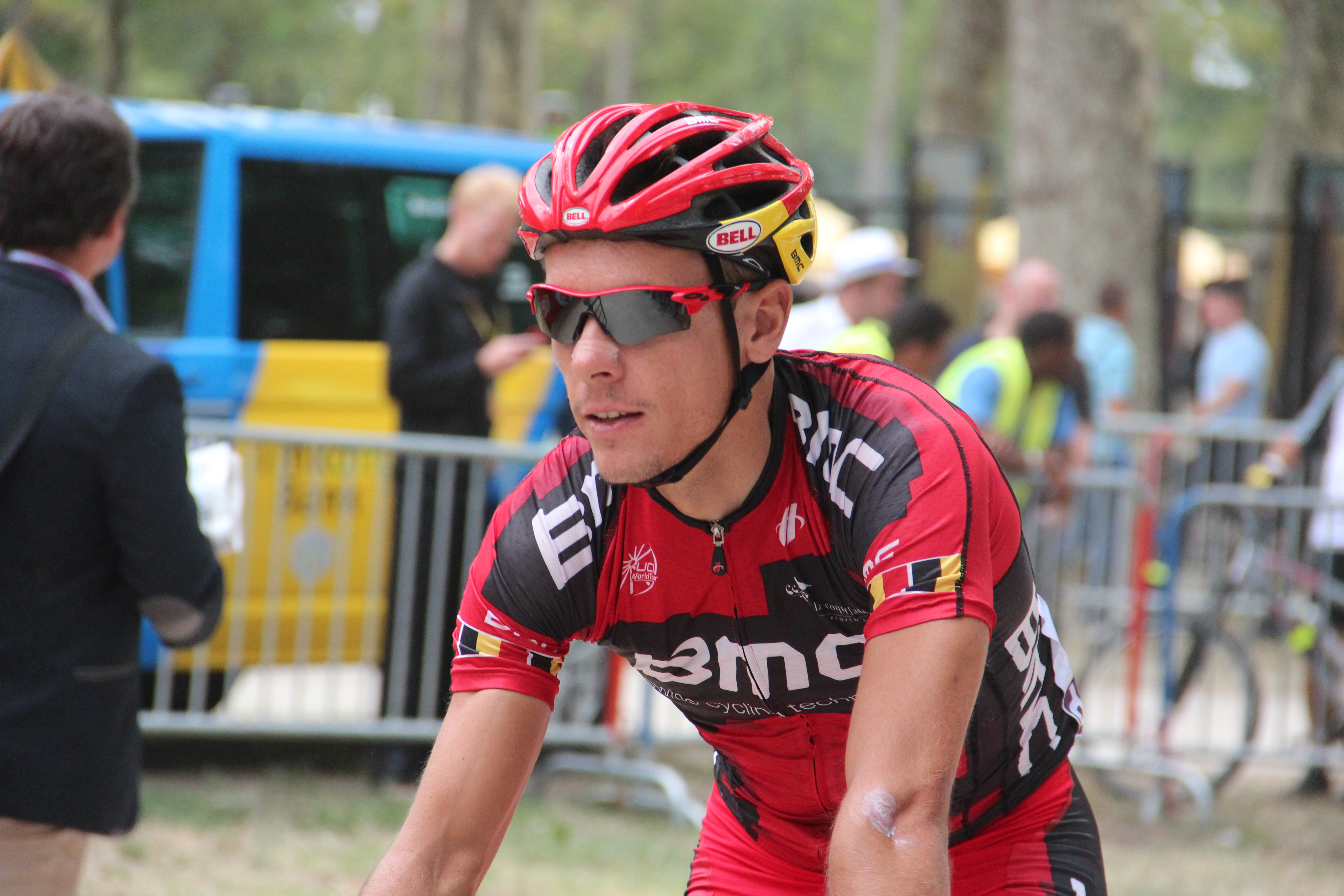
Philippe Gilbert avant le départ de l'étape.

Un chien fait tomber 7 coureurs dont Philippe Gilbert et Denis Menchov.
Janez Brajkovič tombe également durant l'étape dans une autre chute.

## Résultats

### Sprints
| Sprint intermédiaire de Cahors (km 115) | Sprint intermédiaire de Cahors (km 115) | Sprint intermédiaire de Cahors (km 115) | Sprint intermédiaire de Cahors (km 115) | Sprint intermédiaire de Cahors (km 115) |
| --------------------------------------- | --------------------------------------- | --------------------------------------- | --------------------------------------- | --------------------------------------- |
|                                         | Coureur                                 | Pays                                    | Équipe                                  | Point(s)                                |
| 1er                                     | Kris Boeckmans                          | BEL                                     |                                         | 20                                      |
| 2e                                      | Jérémy Roy                              | FRA                                     |                                         | 17                                      |
| 3e                                      | Patrick Gretsch                         | GER                                     |                                         | 15                                      |
| 4e                                      | Edvald Boasson Hagen                    | NOR                                     |                                         | 13                                      |
| 5e                                      | Alexandre Vinokourov                    | KAZ                                     |                                         | 11                                      |
| 6e                                      | Luca Paolini                            | ITA                                     |                                         | 10                                      |
| 7e                                      | Michael Albasini                        | SUI                                     |                                         | 9                                       |
| 8e                                      | Karsten Kroon                           | NED                                     |                                         | 8                                       |
| 9e                                      | David Millar                            | GBR                                     |                                         | 7                                       |
| 10e                                     | Adam Hansen                             | AUS                                     |                                         | 6                                       |
| 11e                                     | Yaroslav Popovych                       | UKR                                     |                                         | 5                                       |
| 12e                                     | Yukiya Arashiro                         | JPN                                     |                                         | 4                                       |
| 13e                                     | Nick Nuyens                             | BEL                                     |                                         | 3                                       |
| 14e                                     | Rui Costa                               | POR                                     |                                         | 2                                       |
| 15e                                     | Jelle Vanendert                         | BEL                                     |                                         | 1                                       |
| modifier                                |                                         |                                         |                                         |                                         |

| Sprint final de Brive-la-Gaillarde (km 222,5) | Sprint final de Brive-la-Gaillarde (km 222,5) | Sprint final de Brive-la-Gaillarde (km 222,5) | Sprint final de Brive-la-Gaillarde (km 222,5) | Sprint final de Brive-la-Gaillarde (km 222,5) |
| --------------------------------------------- | --------------------------------------------- | --------------------------------------------- | --------------------------------------------- | --------------------------------------------- |
|                                               | Coureur                                       | Pays                                          | Équipe                                        | Point(s)                                      |
| 1er                                           | Mark Cavendish                                | GBR                                           |                                               | 45                                            |
| 2e                                            | Matthew Goss                                  | AUS                                           |                                               | 35                                            |
| 3e                                            | Peter Sagan                                   | SVK                                           |                                               | 30                                            |
| 4e                                            | Luis León Sánchez                             | ESP                                           |                                               | 26                                            |
| 5e                                            | Nicolas Roche                                 | IRL                                           |                                               | 22                                            |
| 6e                                            | Tyler Farrar                                  | USA                                           |                                               | 20                                            |
| 7e                                            | Borut Božič                                   | SLO                                           |                                               | 18                                            |
| 8e                                            | Sébastien Hinault                             | FRA                                           |                                               | 16                                            |
| 9e                                            | Daryl Impey                                   | RSA                                           |                                               | 14                                            |
| 10e                                           | Samuel Dumoulin                               | FRA                                           |                                               | 12                                            |
| 11e                                           | André Greipel                                 | GER                                           |                                               | 10                                            |
| 12e                                           | Juan José Haedo                               | ARG                                           |                                               | 8                                             |
| 13e                                           | Edvald Boasson Hagen                          | NOR                                           |                                               | 6                                             |
| 14e                                           | Andreas Klöden                                | GER                                           |                                               | 4                                             |
| 15e                                           | Koen de Kort                                  | NED                                           |                                               | 2                                             |
| modifier                                      |                                               |                                               |                                               |                                               |

### Cols et côtes
| 1. Côte de Saint-Georges, 3e catégorie (km 67,5) | 1. Côte de Saint-Georges, 3e catégorie (km 67,5) | 1. Côte de Saint-Georges, 3e catégorie (km 67,5) | 1. Côte de Saint-Georges, 3e catégorie (km 67,5) | 1. Côte de Saint-Georges, 3e catégorie (km 67,5) |
| ------------------------------------------------ | ------------------------------------------------ | ------------------------------------------------ | ------------------------------------------------ | ------------------------------------------------ |
|                                                  | Coureur                                          | Pays                                             | Équipe                                           | Point(s)                                         |
| 1er                                              | Nick Nuyens                                      | BEL                                              |                                                  | 2                                                |
| 2e                                               | Yukiya Arashiro                                  | JPN                                              |                                                  | 1                                                |
| modifier                                         |                                                  |                                                  |                                                  |                                                  |

| 2. Côte de Cahors, 4e catégorie (km 117,5) | 2. Côte de Cahors, 4e catégorie (km 117,5) | 2. Côte de Cahors, 4e catégorie (km 117,5) | 2. Côte de Cahors, 4e catégorie (km 117,5) | 2. Côte de Cahors, 4e catégorie (km 117,5) |
| ------------------------------------------ | ------------------------------------------ | ------------------------------------------ | ------------------------------------------ | ------------------------------------------ |
|                                            | Coureur                                    | Pays                                       | Équipe                                     | Point(s)                                   |
| 1er                                        | Michael Albasini                           | SUI                                        |                                            | 1                                          |
| modifier                                   |                                            |                                            |                                            |                                            |

| 3. Côte de Souillac, 4e catégorie (km 180,5) | 3. Côte de Souillac, 4e catégorie (km 180,5) | 3. Côte de Souillac, 4e catégorie (km 180,5) | 3. Côte de Souillac, 4e catégorie (km 180,5) | 3. Côte de Souillac, 4e catégorie (km 180,5) |
| -------------------------------------------- | -------------------------------------------- | -------------------------------------------- | -------------------------------------------- | -------------------------------------------- |
|                                              | Coureur                                      | Pays                                         | Équipe                                       | Point(s)                                     |
| 1er                                          | Yukiya Arashiro                              | JPN                                          |                                              | 1                                            |
| modifier                                     |                                              |                                              |                                              |                                              |

| 4. Côte de Lissac-sur-Couze, 4e catégorie (km 212,5) | 4. Côte de Lissac-sur-Couze, 4e catégorie (km 212,5) | 4. Côte de Lissac-sur-Couze, 4e catégorie (km 212,5) | 4. Côte de Lissac-sur-Couze, 4e catégorie (km 212,5) | 4. Côte de Lissac-sur-Couze, 4e catégorie (km 212,5) |
| ---------------------------------------------------- | ---------------------------------------------------- | ---------------------------------------------------- | ---------------------------------------------------- | ---------------------------------------------------- |
|                                                      | Coureur                                              | Pays                                                 | Équipe                                               | Point(s)                                             |
| 1er                                                  | Alexandre Vinokourov                                 | KAZ                                                  |                                                      | 1                                                    |
| modifier                                             |                                                      |                                                      |                                                      |                                                      |

### Classement de l'étape
| Classement de la 18e étape | Classement de la 18e étape | Classement de la 18e étape | Classement de la 18e étape | Classement de la 18e étape |
|                            | Coureur                    | Pays                       | Équipe                     | Temps                      |
| -------------------------- | -------------------------- | -------------------------- | -------------------------- | -------------------------- |
| 1er                        | Mark Cavendish             | GBR                        | Sky                        | en 4 h 54 min 12 s         |
| 2e                         | Matthew Goss               | AUS                        | Orica-GreenEDGE            | m.t                        |
| 3e                         | Peter Sagan                | SVK                        | Liquigas-Cannondale        | m.t                        |
| 4e                         | Luis León Sánchez          | ESP                        | Rabobank                   | m.t                        |
| 5e                         | Nicolas Roche              | IRL                        | AG2R La Mondiale           | m.t                        |
| 6e                         | Tyler Farrar               | USA                        | Garmin-Sharp               | m.t                        |
| 7e                         | Borut Božič                | SVK                        | Astana                     | m.t                        |
| 8e                         | Sébastien Hinault          | FRA                        | AG2R La Mondiale           | m.t                        |
| 9e                         | Daryl Impey                | RSA                        | Orica-GreenEDGE            | m.t                        |
| 10e                        | Samuel Dumoulin            | FRA                        | Cofidis                    | m.t                        |
| modifier                   |                            |                            |                            |                            |

## Classements à l'issue de l'étape

### Classement général
| Classement général | Classement général    | Classement général | Classement général  | Classement général  |
|                    | Coureur               | Pays               | Équipe              | Temps               |
| ------------------ | --------------------- | ------------------ | ------------------- | ------------------- |
| 1er                | Bradley Wiggins       | GBR                | Sky                 | en 83 h 22 min 18 s |
| 2e                 | Christopher Froome    | GBR                | Sky                 | + 2 min 5 s         |
| 3e                 | Vincenzo Nibali       | ITA                | Liquigas-Cannondale | + 2 min 41 s        |
| 4e                 | Jurgen Van den Broeck | BEL                | Lotto-Belisol       | + 5 min 53 s        |
| 5e                 | Tejay van Garderen    | USA                | BMC Racing          | + 8 min 30 s        |
| 6e                 | Cadel Evans           | AUS                | BMC Racing          | + 9 min 57 s        |
| 7e                 | Haimar Zubeldia       | ESP                | RadioShack-Nissan   | + 10 min 11 s       |
| 8e                 | Pierre Rolland        | FRA                | Europcar            | + 10 min 17 s       |
| 9e                 | Janez Brajkovič       | SLO                | Astana              | + 11 min 0 s        |
| 10e                | Thibaut Pinot         | FRA                | FDJ-BigMat          | + 11 min 46 s       |
| modifier           |                       |                    |                     |                     |

### Classement par points
| Classement par points | Classement par points | Classement par points | Classement par points | Classement par points |
| --------------------- | --------------------- | --------------------- | --------------------- | --------------------- |
|                       | Coureur               | Pays                  | Équipe                | Point(s)              |
| 1er                   | Peter Sagan           | SVK                   | Liquigas-Cannondale   | 386 points            |
| 2e                    | André Greipel         | GER                   | Lotto-Belisol         | 264 pts               |
| 3e                    | Matthew Goss          | AUS                   | Orica-GreenEDGE       | 238 pts               |
| modifier              |                       |                       |                       |                       |

### Classement du meilleur grimpeur
| Classement du meilleur grimpeur | Classement du meilleur grimpeur | Classement du meilleur grimpeur | Classement du meilleur grimpeur | Classement du meilleur grimpeur |
| ------------------------------- | ------------------------------- | ------------------------------- | ------------------------------- | ------------------------------- |
|                                 | Coureur                         | Pays                            | Équipe                          | Point(s)                        |
| 1er                             | Thomas Voeckler                 | FRA                             | Europcar                        | 134 points                      |
| 2e                              | Fredrik Kessiakoff              | SWE                             | Astana                          | 123 pts                         |
| 3e                              | Chris Anker Sørensen            | DEN                             | Saxo Bank-Tinkoff Bank          | 77 pts                          |
| modifier                        |                                 |                                 |                                 |                                 |

### Classement du meilleur jeune
| Classement général du meilleur jeune | Classement général du meilleur jeune | Classement général du meilleur jeune | Classement général du meilleur jeune | Classement général du meilleur jeune |
|                                      | Coureur                              | Pays                                 | Équipe                               | Temps                                |
| ------------------------------------ | ------------------------------------ | ------------------------------------ | ------------------------------------ | ------------------------------------ |
| 1er                                  | Tejay van Garderen                   | USA                                  | BMC Racing                           | en 83 h 30 min 48 s                  |
| 2e                                   | Thibaut Pinot                        | FRA                                  | FDJ-BigMat                           | + 3 min 16 s                         |
| 3e                                   | Steven Kruijswijk                    | NED                                  | Rabobank                             | + 1 h 0 min 50 s                     |
| modifier                             |                                      |                                      |                                      |                                      |

### Classement par équipes
| Classement par équipes | Classement par équipes | Classement par équipes | Classement par équipes |
|                        | Équipe                 | Pays                   | Temps                  |
| ---------------------- | ---------------------- | ---------------------- | ---------------------- |
| 1re                    | RadioShack-Nissan      | Luxembourg             | en 250 h 23 min 5 s    |
| 2e                     | Sky                    | Royaume-Uni            | + 14 min 5 s           |
| 3e                     | BMC Racing             | États-Unis             | + 36 min 25 s          |
| modifier               |                        |                        |                        |

## Abandon
Aucun abandon.